# Мамонтов, Владислав Иванович
Владисла́в Ива́нович Ма́монтов (13 апреля 1936, Сталинград, СССР — 3 ноября 2019, Волгоград, Россия) — советский и российский археолог, кандидат исторических наук, профессор кафедры и руководитель археологической лаборатории научно-исследовательского центра Волгоградского государственного социально-педагогического университета. Специалист в области археологии Волго-Донского региона эпохи бронзы и раннего железного века.
Стоял у истоков археологии в Волгоградской области. Первым получил открытый лист на проведение раскопок в регионе, более 50 полевых сезонов являлся организатором археологических раскопок в области и за её пределами. За этот период было исследовано более 130 археологических памятников, один из которых привёл к открытию новой археологической культуры. Организовал и более 50 лет являлся бессменным руководителем областного молодёжного археологического клуба «Легенда», многие воспитанники которого стали известными краеведами и археологами.

## Биография
Родился 13 апреля 1936 года в Сталинграде. До начала Сталинградской битвы его семья не успела эвакуироваться, и Владислав провёл всё время сражения за город в нём, пережив, в том числе, бомбардировку 23 августа 1942 года. После войны стал членом ассоциации «Дети военного Сталинграда».
В 1958 году, после трёхлетней службы в армии, поступил на историко-филологический факультет Сталинградского педагогического института имени А. С. Серафимовича. Летом 1959 года, после первого курса, принимал участие в раскопках у посёлка Сидоры Михайловского района под руководством Валентина Павловича Шилова из Ленинградского отделения Института археологии Академии наук СССР (ЛОИА). Позднее перевёлся на заочное отделение и в 1962—1963 годах работал учителем истории в волгоградской средней школе № 50. В 1964 году окончил вуз по специальности «история» с присвоением квалификации «учитель истории средней школы».
В 1963—1973 годах руководил отделом дореволюционного периода в Волгоградском областном краеведческом музее. В адрес музея приходило множество писем от жителей области с информацией об археологических находках. Необходимо было выезжать на места и организовывать раскопки. И в качестве помощников В. И. Мамонтов решил привлечь интересующуюся историей молодёжь, которую встречал на экскурсиях в музее. Так, в 1963 году появился молодёжный археологический клуб «Легенда», бессменным руководителем которого он являлся до конца жизни. Более чем за полвека в деятельности клуба приняли участие тысячи волгоградских школьников и студентов. Многие стали известными археологами и краеведами.
В 1964 году первым из волгоградских археологов получил открытый лист на проведение археологических раскопок в Волгоградской области. Тогда же возглавил Приволжский отряд археологической экспедиции ЛОИА АН СССР. С этого времени археологическая коллекция областного краеведческого музея постоянно пополнялась находками учёного и возглавляемого им клуба, в районных же музеях находки учёного составляют основу археологических экспозиций. Принимал личное участие в полевых раскопках, результаты работы публиковались в научных изданиях, а материалы раскопок представлялись на выставках областного краеведческого музея. К 2017 году за 51 полевой сезон было исследовано 134 памятника археологии в 22 районах Волгоградской области. В 2014 и 2015 годах учёный работал и за пределами области: в Ростовской области и Краснодарском крае. Одним из самых значимых событий стали раскопки неолитической стоянки Орловка у одноимённого села, в результате которых была выделена новая археологическая культура — Орловская. Она представляет собой культуру неолита в степной зоне Поволжья, датируется концом 7-го — 6 тысячелетием до нашей эры.

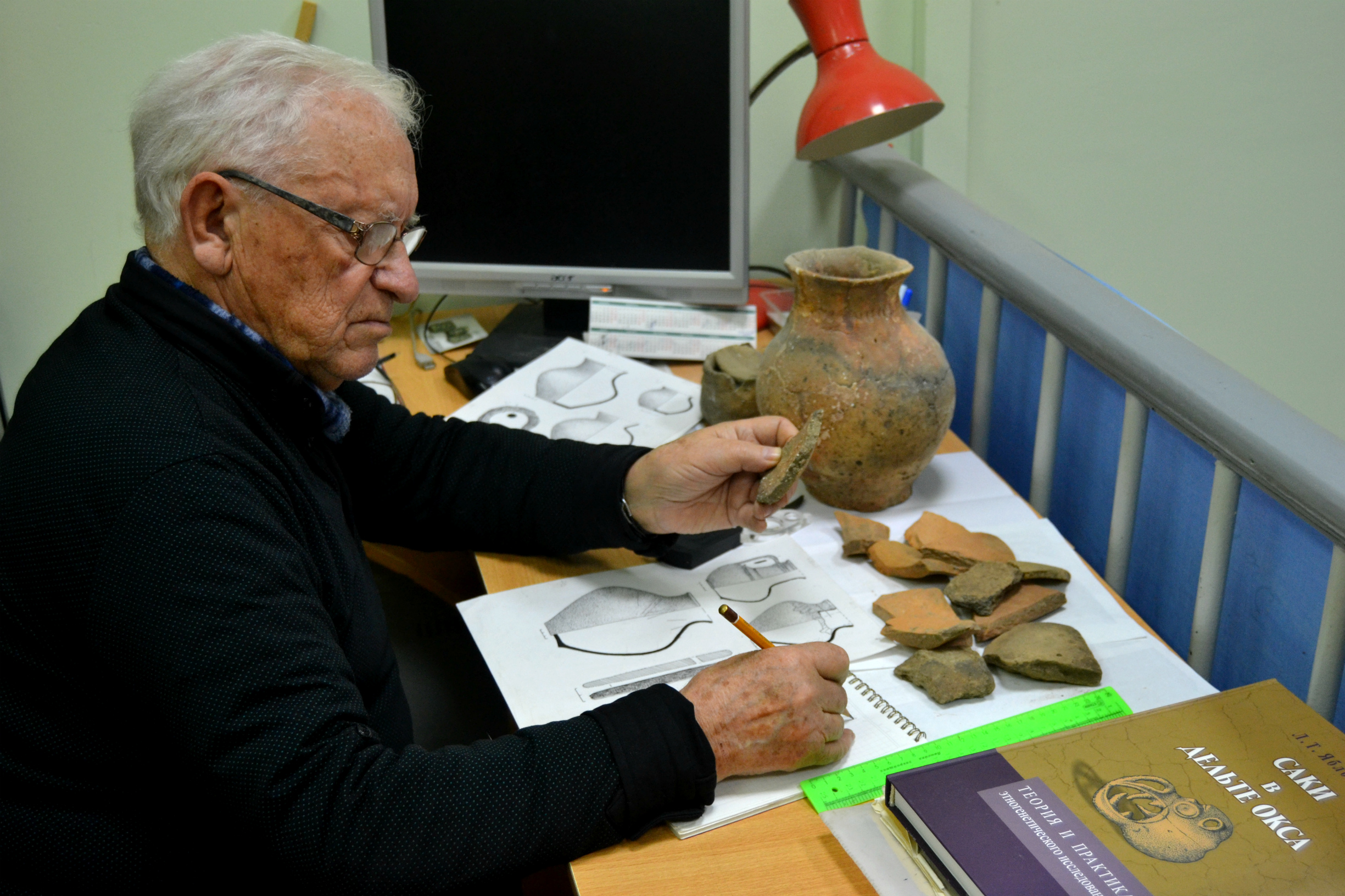
Владислав Иванович в своём кабинете в университете

В 1973 году начал работу в Волгоградском государственном педагогическом университете в должности диспетчера учебной части. В 1974 году окончил заочную аспирантуру Ленинградского отделения Института археологии Академии наук СССР. В том же году назначен заведующим кабинетом политэкономии и философии педагогического института. С 1975 года работал старшим научным сотрудником археологической лаборатории научно-исследовательского сектора института, впоследствии — её заведующий.
В 1986 году получил научную степень кандидата исторических наук по итогам защиты диссертации. В 1993 году был избран доцентом. С 1994 года занимал должность профессора кафедры истории России.
Был членом учёных советов Волгоградского областного краеведческого музея и историко-этнографического музея «Старая Сарепта», совета по памятникам истории и культуры при комитете по культуре администрации Волгоградской области, топонимического совета при администрации Волгограда. Являлся инициатором и главным редактором сборника «Древности Волго-Донских степей».
В августе 2019 года у учёного закончился трудовой договор с университетом, вуз не стал продлевать трудовые отношения. Сам Владислав Иванович выражал сожаление по этому поводу.
Скончался 3 ноября 2019 года в Волгограде.

## Награды
Имеет следующие награды:
- Медаль «В ознаменование 100-летия со дня рождения Владимира Ильича Ленина» (1970);
- Почётный работник высшего профессионального образования Российской Федерации;
- почётная грамота Министерства культуры России;
- почётная грамота Министерства образования России;
- почётный знак губернатора Волгоградской области «Хранитель традиций»;
- почётная грамота администрации Волгоградской области;
- две медали Всероссийского общества охраны памятников истории и культуры «За активную работу по охране памятников истории и культуры».

## Членство в обществах
- 2011 — Русское географическое общество[14].